# Roldanillo
Roldanillo – miasto w Kolumbii, w departamencie Valle del Cauca.